# Mikael Seppälä
Mikael Seppälä, född 8 mars 1994 i Ylivieska, är en finländsk professionell ishockeyspelare som spelar för HV71 i SHL.

## Meriter
- Silvermedalj i VM 2021
- Guldmedalj i VM 2022
- Ligaguld med Tappara 2022, 2023
- CHL-guld 2023